# Nihoa aussereri
Nihoa aussereri – gatunek pająków z infrarzędu ptaszników i rodziny Barychelidae. Występuje endemicznie  na Palau.

## Taksonomia
Gatunek ten opisany został po raz pierwszy w 1874 roku przez Ludwiga Carla Christiana Kocha pod nazwą Idiommata aussereri. Opisu dokonano na podstawie pojedynczej samicy. Jako lokalizację typową wskazano Palau. W 1901 roku Henry Roughton Hogg przeniósł ten gatunek do rodzaju Encyocrypta. W 1994 roku Robert Raven dokonał redeskrypcji holotypu i przeniósł go do rodzaju Nihoa.

## Morfologia
Holotypowa samica ma ciało długości 22 mm oraz karapaks długości 9 mm i szerokości 7,8 mm. Karapaks jest w zarysie prawie jajowaty, ubarwiony czerwonobrązowo, porośnięty brązowymi włoskami i szczecinkami. Jamki karapaksu są zakrzywione. Szczękoczułki są czerwonobrązowe, porośnięte brązowymi szczecinkami, pozbawione rastellum. Bruzda szczękoczułka ma 10 małych zębów na krawędzi przedniej oraz 10 ziarenek w części środkowo-nasadowej. Szczęki zaopatrzone są w 6–9 kuspuli. Odnóża są czerwonobrązowe, nieobrączkowane, pozbawione grzebieni. Wszystkie uda zaopatrzone są w ciernie bazyfemoralne. Skopule występują na nadstopiach wszystkich par oraz stopach trzech pierwszych par. Kądziołki przędne pary tylno-środkowej są wyraźnie wykształcone. Opistosoma (odwłok) jest w całości jednolicie ciemnobrązowa. Genitalia samicy mają dwie spermateki, z których każda ma formę niskiej kopuły z wyrastającym bocznie cienkim płatkiem zewnętrznym o mocno rozszerzonym wierzchołku.